# 辻香緒里
辻 香緒里（つじ かおり、本名・竹末 香緒里、旧姓・蔵辻 香織里、1974年2月5日 - ）は、日本の女優。茨城県土浦市出身。かつての所属事務所は「サンココナッツ」、「デップ」、「アプレ」、「テンカラット モデル事業部 Plume」。
身長160cm。血液型はA型。趣味は寝ること、食べること。特技は茶道、モダンダンス。夫はヒップホップミュージシャンの童子-T。二児の母である。

## 略歴
1994年、NTTドコモの「ポケットベル」CMでデビュー。その後幾つかのCM出演を経て、花王「ビオレ」の「毛穴すっきりパック」のCMで注目を集める。以降テレビドラマ・映画の仕事が増え始め、女優業に移行し現在に至る。

## 出演

### 映画
- Helpless（1996年、青山真治監督）- 松村ユリ 役
- ユーリ（1996年、坂元裕二監督）- 茜 役
- 鍵（1997年、池田敏春監督）-  安西敏子 役
- アベックモンマリ（1999年、大谷健太郎監督）
- とらばいゆ（2002年、大谷健太郎監督）
- モンテーニュ通りのカフェ(2006年、ダニエル・トンプソン（フランス語版）監督) - 日本人のジャーナリスト 役
- サッド ヴァケイション（2007年、青山真治監督）- 松村ユリ 役
- ペダルの行方（2010年、金井純一監督）

### ドラマ
- 恋、した。／はじめてのジャックローズ（1997年5月5日、テレビ東京）
- ビーチボーイズ（1997年、フジテレビ）- 原富士子 役
- ビーチボーイズスペシャル（1998年1月3日、フジテレビ）- 原富士子 役
- 世にも奇妙な物語・「サムライ化する男」（1998年4月8日、フジテレビ）
- 恋の手裏剣（1999年、NHK）
- 学校の怪談（2000年、フジテレビ）
- やまとなでしこ 第4話ゲスト2000年、フジテレビ）
- 泥棒家族 第2話ゲスト（2001年、日本テレビ）
- 世にも奇妙な物語・「昨日の君は別の君 明日の私は別の私」（2002年10月3日、フジテレビ）- 女友達 役
- 大河ドラマ 武蔵 第11話（2003年、NHK）
- 深夜食堂3 第5話ゲスト（2014年、毎日放送）- 田島ミホ 役

### CM
- キリンビバレッジ 『キリン大黒茶』（1995年）
- トヨタ自動車『カローラワゴン』（1996年）
- リコー『イプシオ』（1999年 - 2000年）
- 三菱自動車工業『トッポBJ』2001（2001年）
- 花王
  - 『ビオレ クレンジングウォッシュ』（1995年 - 1997年）
  - 『ビオレ 毛穴すっきりパック』（1996年 - 2000年）
  - 『ビオレ 毛穴すっきりローション』（2001年）
  - 『フローラルハミング』（2005年）
- NTTドコモ
  - 『Jリーグポケベル』（1994年、NTT移動通信網）
  - 「今すぐ国際電話」篇（2003年）
- ツーカーホン関西
  - 「二人でディナー」篇、「3000円ちょっと」篇（2004年）
- ワコール デコルテ・メイク・ブラ（2005年）
- ソニー『ハイビジョンハンディカムHC3』
  - 「入学式」篇 お母さん役 唐澤勉、三好杏依、斉木信博、池田龍之介らと共演（2006年3月3日 - ）
  - 「運動会」篇 お母さん役 鎗田晟裕、斉木信博、池田龍之介らと共演（2006年4月20日 - ）
- モンデリーズ・ジャパン
  - 『キシリクリスタル』「10年連続おめでとう」篇 ママ役 谷花音、岡田圭右らと共演（2014年 - ）